# エリック・エドマン
エリック・エドマン（Erik Edman、1978年11月11日 - ）は、スウェーデン・ヒュースクヴァーナ出身の元同国代表サッカー選手。現役時代のポジションはDF。

## 経歴
左サイドバックの人材難に喘いでいたスウェーデン代表の救世主的存在。テクニックと正確なフリーキックで代表のポジションを掴み取った。また各国のクラブを渡り歩いているため国際経験豊かである。
2001年に代表デビューし、翌年の日韓W杯、EURO2004に出場。2006年のドイツW杯ではレギュラーとして全試合に出場した。
EURO2008予選ではレギュラーとして12試合中10試合に出場したが、2008年3月22日のブラックバーン・ローヴァーズFC戦で、左膝十字靭帯を断裂し、全治6か月と診断され、EURO2008の出場を逃した。以降代表から招集されることはなく、ラーシュ・ラーゲルベック監督の退任を機に代表から完全にフェードアウトした。
2010年2月、古巣のヘルシンボリIFと5年契約を結んだ。

## 所属クラブ
- 1997-1999  ヘルシンボリIF
- 1999-2000  トリノFC
- 2000-0000  カールスルーエSC
- 2000-2001  AIKソルナ
- 2001-2004  SCヘーレンフェーン
- 2004-2005  トッテナム・ホットスパーFC
- 2005-2008  スタッド・レンヌFC
- 2008-2010  ウィガン・アスレティックFC
- 2010-2013  ヘルシンボリIF

## 代表歴

### 出場大会
- スウェーデン代表
  - 2002 FIFAワールドカップ
  - 2006 FIFAワールドカップ

### 試合数
- 国際Aマッチ 57試合 1得点（2001年-2009年）[1]

| スウェーデン代表 | 国際Aマッチ | 国際Aマッチ |
| 年               | 出場        | 得点        |
| ---------------- | ----------- | ----------- |
| 2001             | 2           | 0           |
| 2002             | 5           | 0           |
| 2003             | 9           | 0           |
| 2004             | 11          | 0           |
| 2005             | 7           | 1           |
| 2006             | 12          | 0           |
| 2007             | 9           | 0           |
| 2008             | 0           | 0           |
| 2009             | 2           | 0           |
| 通算             | 57          | 1           |